# Habima
Teatr Narodowy Izraela – Habima (hebr. (תיאטורון הבימה – Teat'ron HaBima); ang. Habima National Theatre) – narodowy teatr Państwa Izraela, z siedzibą w dzielnicy Centrum Tel Awiwu w Tel Awiwie. Był to pierwszy i najsławniejszy żydowski teatr przedwojenny grający w języku hebrajskim.

## Historia
Początki Teatru Habima sięgają 1912, kiedy to Nachum Zemach stworzył pierwszą grupę teatralną w Białymstoku (wówczas w Imperium Rosyjskim). Teatr wystawiał sztuki w języku hebrajskim, których tematem była problematyka społeczności żydowskiej. W 1913 w Wiedniu na IX Kongresie Syjonistycznym pokazał spektakl Szma Israel (z hebr. Słuchaj Izraelu), w reżyserii Osipa Dymowa. Kres działalności tej instytucji w Białymstoku położył w 1914 wybuch I wojny światowej.
W 1917 Nachem Zenach ponownie zorganizował grupę żydowskich aktorów. Ich kształceniem zajął się w Moskwie słynny aktor i reżyser Jewgienij Wachtangow. W wyniku tych starań pod patronatem Konstantina Stanisławskiego w 1918 powstał Teatr Habima, działający pod auspicjami Moskiewskiego Teatru Artystycznego. Wśród założycieli były także Hanna Rovina i Menachem Gnessin (brat Uri Nissana Gnessina). Na utworzenie teatru wydał zgodę Ludowy Komisarz Spraw Narodowych, Józef Stalin.

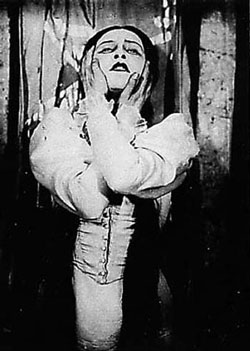
Hanna Rovina w sztuce Dybuk

W 1926 teatr wyjechał z ZSRR i przez kilka lat występował po całym świecie. W 1928 aktorzy przyjechali do Brytyjskiego Mandatu Palestyny, gdzie pozostali na stałe jako Teatr Państwowy z siedzibą w Tel Awiwie. W tym samym czasie do teatru dołączył reżyser Aleksiej Dikij z Moskiewskiego Teatru Artystycznego. Wyreżyserował on dwie pierwsze sztuki: Der Oytser (Skarb) Szolema Alejchema – zagraną w języku jidysz (premiera 29 grudnia 1928), oraz Koronę Davida Calderona (premiera 23 maja 1929).
Teatr Habima pod dyrekcją Aleksieja Dikija odniósł wielki sukces w sezonie 1928/29 i zyskał reputację narodowego teatru żydowskiego.
Wizerunek aktorki Hanny Roviny w roli Lei w historycznej produkcji Dybuk pióra Szymona An-skiego, przetłumaczonej z jidysz na hebrajski przez Chajima Nachmana Bialika, jest ikoną kultury, będącym wzorem dla wielu żydowskich i izraelskich teatrów.
W 1958 Teatr Habima oficjalnie został Teatrem Narodowym Izraela. W tym samym roku został wyróżniony Nagrodą Izraela (hebr. פרס ישראל).

## Budynek teatru

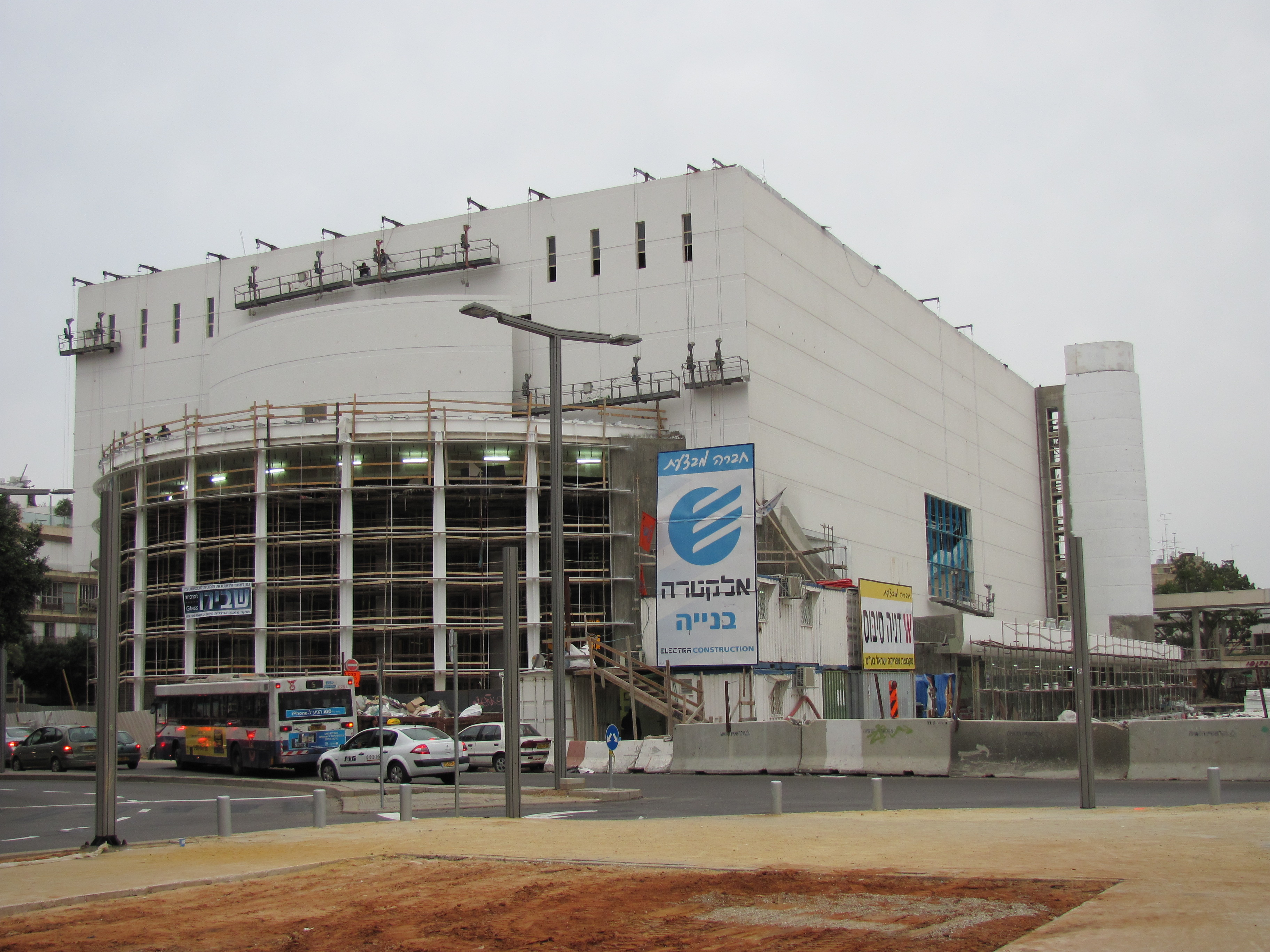
Remont budynku teatru

W 1934 przyjęto projekt budowy teatru Habima, sporządzony przez architekta Oscara Kaufmanna. Według planu rozwoju miasta, opracowanego przez Patricka Geddesa, miał to być pierwszy obiekt w strefie kulturalnej Tel Awiwu położonej na placu Orkiestry. 20 czerwca 1935 odbyła się uroczystość wmurowania kamienia węgielnego. W uroczystości wziął udział Wysoki Komisarz Brytyjski Arthur Wauchope, Mosze Szaret, oraz burmistrz miasta Meir Dizengoff. Budowa została ukończona w 1945, jednak oficjalne otwarcie teatru miało miejsce w 1946.
W 1958 architekci Dov Karmi i Zvi Meltzer kierowali pracami, podczas których dobudowano balkony oraz schody prowadzące do podniesionego wejścia. W 1970 przebudowano wejście, dodając przeszkloną ścianę. Podczas wojny w Zatoce Perskiej 1991 na całej szklanej ścianie rozwieszono dużą flagę Izraela, co było symbolem walczącego miasta, na które spadały irackie rakiety Scud.
W 2007 rozpoczęto gruntowną przebudowę całej strefy kulturalnej Tel Awiwu, według projektu architekta Rama Karmiego. Teatr otwarto powtórnie w 2012; ma obecnie cztery widownie: Rovina na 930 miejsc, Meskin 320, Bertonov 220 i Habima 4 na 170 miejsc. 

## Polscy artyści
Polscy reżyserzy, którzy przygotowywali spektakle w Habimie, to Konrad Swinarski, Andrzej Wajda i Michał Zadara, który w roku 2009 wyreżyserował tu sztukę Tykocin (część polsko-izraelskiego projektu pt. Tykocin–Bat Jam).